# Großschönau
Großschönau là một thị trấn ở huyện Gmünd thuộc bang Niederösterreich nước Áo. Đô thị Großschönau có diện tích 41,95 km², dân số năm 2001 là 1264 người.